# Polycricus gerhardi
Polycricus gerhardi är en mångfotingart som först beskrevs av Chamberlin 1944.  Polycricus gerhardi ingår i släktet Polycricus och familjen storjordkrypare.
Artens utbredningsområde är Guatemala. Inga underarter finns listade i Catalogue of Life.